# Taylor-Burton-diamant
De Taylor-Burton-diamant is een diamant met een gewicht van 68 karaat (13,6 g). Hij verwierf media-aandacht en dankt zijn huidige naam aan de aankoop in 1969 door acteurs Richard Burton en Elizabeth Taylor. 
De ruwe diamant was gevonden in 1966 in de Premiermijn in Zuid-Afrika en had een gewicht van 241 karaat (48,2 g). Harry Winston sleep de diamant tot een peervormige diamant passend in een ring. Het gewicht was 69,42 karaat (13,884 g). De diamant werd in 1967 gekocht door de New Yorkse societyvrouw Harriet Annenberg Ames die er evenwel vanwege de kostprijs en grootte niet mee durfde op straat komen waarmee de diamant veelal in een kluis bleef liggen. Om die reden ging ze in 1969 tot verkoop over. Sotheby's regelde de verkoop. Taylor was al van bij aanvang geïnteresseerd en Sotheby's regelde zelfs dat voor de verkoop de diamant heen en weer werd gevlogen naar Gstaad in Zwitserland zodat Taylor de diamant vooraf kon inspecteren.
Burton delfde eerst het onderspit toen juwelier Cartier de diamant op de veiling op 23 oktober 1969 voor $ 1.050.000 kocht, waarmee een recordprijs voor een publiekelijk verkocht juweel werd ingesteld. Burton had zijn kopers als bovenlimiet 1 miljoen dollar meegegeven.
Toen Burton hoorde dat hij overboden was, was hij razend. Hij zette alle middelen in om de diamant toch te verwerven, hoewel Taylor er op aandrong dat ze er mee kon leven dat ze de diamant niet hadden kunnen aankopen. Cartier ging akkoord de diamant door te verkopen aan Burton voor $ 1.100.000 met de clausule dat de diamant eerst in de vitrines van Cartier in New York en Chicago mocht geëtaleerd worden. Met de originele verkoop was ook bedongen dat de diamant hernoemd mocht worden, en de diamant werd aangeduid als de Cartier-diamant. Duizenden mensen in New York en Chicago stonden in de rij om de diamant te zien na beide verkopen in 1969. De pers sprak van 6.000 kijklustigen per dag.
Strikt gezien werd het juweel van Cartier aangekocht door de Atlantic Corporation, een tax shelter opgezet door het echtpaar voor het belastingvriendelijk beheer van juwelen en andere eigendommen. Het werd nadien hernoemd tot de Taylor-Burton-diamant. Taylor en Burton namen het juweel in ontvangst in november 1969 terwijl ze op hun jacht Kalizma in Port Hercules in Monaco verbleven.
Het juweel werd vervolgens daar gedragen door Taylor op de veertigste verjaardag van prinses Grace van Monaco en een half jaar later op 7 april 1970 bij de 42ste Academy Awards waar Taylor de Academy Award voor Beste Film mocht toekennen aan John Schlesinger, de regisseur van Midnight Cowboy.
Na de aankoop door Taylor en Burton vond Taylor de ring te zwaar en bestelde ze voor $ 80.000 een halsketting met de diamant. De halsketting was ook zodanig ontworpen dat hiermee haar litteken van een tracheotomie uitgevoerd bij een longontsteking in 1961 werd gemaskeerd. Na de tweede scheiding van Burton en Taylor bleef de diamant in haar bezit tot ze deze in 1979 - voor een prijs tussen de 3 en 5 miljoen dollar -  verkocht aan juwelier Harry Lambert die de diamant hetzelfde jaar nog verkocht aan de huidige eigenaar, de juwelier Robert Mouawad. Deze liet de steen verslijpen tot de huidige 68 karaat (13,6 g).
Hopediamant · Centenary · Cullinan · Koh-i-Noor · Lepelmaker · Bruine van Lesotho · Belofte van Lesotho · Golden Jubilee · Amsterdam-diamant · Darya-ye Noor · Sancy · Beau Sancy · Spiegel van Portugal · Taylor-Burton
Zie ook: Jean-Baptiste Tavernier · Lijst van bekende diamanten